# 5303 Parijskij
5303 Parijskij è un asteroide della fascia principale. Scoperto nel 1978, presenta un'orbita caratterizzata da un semiasse maggiore pari a 2,8729588 UA e da un'eccentricità di 0,0210720, inclinata di 2,77223° rispetto all'eclittica.